# 田中一馬
田中 一馬（たなか かずま / はじめ、1877年（明治10年）1月1日 - 1957年（昭和32年）4月1日）は、明治から昭和期の実業家、政治家。貴族院多額納税者議員。

## 経歴
京都府南桑田郡亀岡町（現・亀岡市）で実業家・田中源太郎の長男として生まれる。 東京高等商業学校（現一橋大学）を卒業し、さらに同専攻部を卒業。
1907年（明治40年）以降、京都工商社長、同会長、亀岡銀行頭取、伏見銀行取締役、京都織物社長、同会長、京都電燈社長、京都商工会議所議員、京都取引所理事などを務めた。
1925年（大正14年）京都府多額納税者として貴族院議員に互選され、同年9月29日に就任し、公正会に所属して1932年（昭和7年）9月28日まで1期在任した。

## 家族
- 父・田中源太郎
- 妻・田中ゑん - 内貴清兵衛妹[4][5]　京都府立第一高等女学校出身
- 長女・武井道子（1904年生） - 育英高等学校理事長兼校長・武井尹人の妻
- 長男・田中秀雄（1905年生） - 京都ダイカスト工業会長。岳父に侯爵野津鎮之助
- 二女・西川俊子（1907年生） - 西川甚五郎 (13代目)の妻
- 二男・鈴木恭二（1909年生） - 味の素会長。同社創業家の娘婿
- 三男・西村磐男（1910年生） - 千總社長。西村総左衛門の娘婿
- 四男・田中敦（1912年生） - 倉敷紡績会長。京都府多額納税者・田中忠雄（田中数之助養子）の養子
- 六男・和田乙彦（1916年生） - 和田久左衛門の養子